# Вим Вендерс
Вим Вендерс (на немски: Wim Wenders), псевдоним на Ернст Вилхелм Вендерс, е германски режисьор, фотограф, писател, филмов продуцент и преподавател по филмово изкуство във Висшето училище по изобразителни изкуства в Хамбург. През 1984 г. получава четири награди на фестивала в Кан за филма си Париж, щата Тексас, сред които „Златна палма“ и наградата БАФТА за най-добър режисьор. Париж, щата Тексас е прелюдия към големия успех, който спохожда режисьора през 1987 г., когато филмът Криле на желанието (1987 г.) му носи наградата за режисура на фестивала в Кан и се превръща в такъв хит, че му правят римейк в Холивуд.

## Биография

### Младежки години
Роден е на 14 септември 1945 г. в Дюселдорф, Германия. Холандското име Вим режисьорът получава благодарение на холандския произход на майка си. Вим Вендерс е син на хирурга Хайнрих Вендерс и е възпитан в духа на консервативната католическа традиция. Първоначално е имал желание да стане пастор, което отхвърля под влиянието на рокендрола. След завършване на средното си образование (1963 г.) е следвал два семестъра медицина в Мюнхен, един семестър философия във Фрайбург и един семестър социология в Дюселдорф. Прекъсва следването си, за да се концентрира изцяло върху акварелната живопис, с която дотогава се е занимавал спорадично. През 1966 г. Вендерс променя отново желанието си за професионална реализация. Заминава за Париж и кандидатства в института на Hautes études cinématographiques (IDHEC).
Тъй като не е приет, работи като гравьор в ателието на немския художник Johnny Friedlaender в Монпарнас. Между другото ходи в Cinémathèque française, където може да гледа до пет филма на ден. След една година е гледал вече над 1000 филма. „Бях много беден, не можех да си наема хубава квартира с отопление. Открих, че във филмотечното кино мога да стоя на топло, да гледам филми срещу нищожна сума и прекарвах там всички вечери чак до два часа през нощта. После започнах и да изучавам кино в Мюнхенската академия за кино и телевизия“, казва Вим Вендерс за този период от живота си. 

### Творческа кариера
Вим Вендерс дебютира в игралното кино през 1972 г. с филма Страхът на вратаря от дузпата, заснет по едноименната книга на популярния германски драматург и сценарист Петер Хандке. През 1971 г. заедно с още 14 германски режисьори създава продуцентското и дистрибуторско сдружение „Filmverlag der Autoren“. Тази компания става ядро на новото немско кино и продуцира първите филми на Вендерс, сред които са Алената буква и Алис в градовете. 
През 1976 г. Вендерс създава Road Movies Filmproduktion Inc в Берлин – компания, която до 2003 г. продуцира освен неговите филми, над сто други продукции. Същата година режисьорът прави Кралете на пътя, вдъхновен от обиколката си по провинциалните киносалони в граничните райони между Западна и Източна Германия.
През 1977 г. завършва Американският приятел (известен в България като Правило без изключение). Филмът е забелязан от Франсис Форд Копола, който кани Вим Вендерс да заснеме в САЩ филма Хамет за Zoetrope Productions. В прекъсванията между снимките Вендерс успява да създаде Филмът на Ник – Светкавици над водата (документален филм за последните дни от живота на своя приятел, режисьорът Никълъс Рей, който умира от рак) и Състоянието на нещата, който му донася „Златен лъв“ във Венеция през 1982 г. – първата от множеството престижни международни награди в кариерата на режисьора.
Вендерс написва сценарий по Motel Chronicles на Сам Шепард, но двамата решават да започнат работата по сценария отначало. По него заснемат филм със заглавие Париж, щата Тексас през лятото на 1983 г. През 1984 г. филмът получава „Златна палма“ на фестивала в Кан, а Вим Вендерс се превръща в един от култовите режисьори на 80-те. Следва Криле на желанието, донесъл на Вендерс наградата за най-добър режисьор на фестивала в Кан през 1987 г., отличен с още много световни награди и провокирал издаването на първата книга с фотографии на Вим Вендерс – Written in the West.
През 1991 г. излиза пълнометражният научнофантастичен филм До края на света. Вендерс не е доволен от версията, която продуцентите решават да пуснат на екран, и 12 години по-късно завършва нов 5-часов режисьорски вариант. През 1993 г. се появява продължение на Криле на желанието, озаглавен Толкова далеч, толкова близо (Faraway, So Close).
Прочутият филм Лисабонска история излиза през 1994 г. и е с един от любимите актьори на Вендерс – Рудигер Фоглер. Следва поредният забележителен проект Отвъд облаците (1995 г.) – съвместен филм на Вим Вендерс с друг европейски режисьор – Микеланджело Антониони.
През 1999 г. Вим Вендерс представя документалния си филм Buena Vista Social Club, възкресил таланта на цяла плеяда кубински музиканти и наложил световна мания по кубинската музика. „Смея да твърдя, че дори направих нещо повече от това да ги представя – аз всъщност спасих живота им. Да, би било доста самодоволно от моя страна да кажа такова нещо, ако те самите не го признаваха“, казва режисьорът. След световния успех на проекта, Вендерс създава още два музикални филма – Ода за Кьолн (2002 г.) и Душата на човек (2003 г.) – филм, който е част от продуцирана от Мартин Скорсезе поредица за блуса.
С Обетована земя (2004 г.) Вендерс завършва своята Ел Ей трилогия, част от която са още Краят на насилието и Хотел за един милион долара. Не ме търси (2005 г.) събира отново, 20 г. след Париж, щата Тексас, Вим Вендерс и носителя на „Пулицър“ Сам Шепърд. Филмът носи на Вендерс номинации за „Златна палма“ и наградата на Европейската филмова академия за операторско майсторство. През 2008 г. излиза Снимки в Палермо, в който режисьорът отново се връща към философските си размисли за живота и смъртта, а през 2011 г. – номинираният за „Оскар“ документален филм Пина (3D) за танцовия театър в град Вупертал, ръководен от близката му приятелка Пина Бауш. През април 2015 г. излиза филмът Everything Will Be Fine.

## Избрана филмография

### Игрални филми
| година | филм                          | оригинално заглавие                  | бележки |
| ------ | ----------------------------- | ------------------------------------ | ------- |
| 1972   | Лято в града                  | Summer in the City                   |         |
| 1972   | Страхът на вратаря от дузпата | Die Angst des Tormanns beim Elfmeter |         |
| 1973   | Алената буква                 | Der Scharlachrote Buchstabe          |         |
| 1974   | Алис в градовете              | Alice in den Städten                 |         |
| 1975   | Погрешно движение             | Falsche Bewegung                     |         |
| 1976   | Кралете на пътя               | Im Lauf der Zeit                     |         |
| 1977   | Американският приятел         | Der amerikanische Freund             |         |
| 1982   | Хамет                         | Hammett                              |         |
| 1982   | Състоянието на нещата         | Der Stand der Dinge                  |         |
| 1984   | Париж, щата Тексас            | Paris, Texas                         |         |
| 1987   | Криле на желанието            | Der Himmel über Berlin               |         |
| 1991   | До края на света              | Bis ans Ende der Welt                |         |
| 1993   | Толкова далеч, толкова близо  | In weiter Ferne, so nah!             |         |
| 1994   | Лисабонска история            | Lisbon Story                         |         |
| 1995   | Отвъд облаците                | Al di là delle nuvole                |         |
| 1997   | Краят на насилието            | The End of Violence                  |         |
| 2000   | Хотел за милион долара        | The Million Dollar Hotel             |         |
| 2004   | Земя на изобилието            | Land of Plenty                       |         |
| 2005   | Не ме търси                   | Don't Come Knocking                  |         |
| 2008   | Снимки в Палермо              | Palermo Shooting                     |         |
| 2015   | Всичко ще бъде наред          | Every Thing Will Be Fine             |         |
| 2016   | Прекрасни дни в Аранхуес      | Les Beaux Jours d'Aranjuez           |         |
| 2017   | Потапяне                      | Submergence                          |         |
| 2023   | Прекрасни дни                 | Perfect Days                         |         |

### Документални филми
- 1995 Люмиер и компания (Lumière et compagnie)
- 2014 Солта на земята (The Salt of the Earth)
- 2014 Катедрали на културата (Cathedrals of Culture)
- 2007 Всекиму своето кино (Chacun son cinéma: une déclaration d'amour au grand écran) експериментален филм